# Minna Kautsky
Minna Kautsky, rozená Wilhelmine Jaichová (11. června 1837, Štýrský Hradec – 20. prosince 1912, Berlín) byla česko-rakouská herečka a prozaička silně ovlivněná socialismem a hnutím za ženská práva. Často psala pod pseudonymy „Eckert“ a „Wilhelm Wiener“.

## Život
Její otec Anton Jaich byl scénický výtvarník. Po roce 1845 žila rodina v Praze.
Wilhelmina se příležitostně objevila jako herečka v Niklastheater ve Vídni a Spielhausu ve Štýrském Hradci.
V roce 1854 se provdala za krajináře a scénografa Jana Václava Kautského. Z jejich manželství se narodila dcera a tři synové. Jedním z nich byl Karl Kautsky, který se později stal slavným marxistickým teoretikem.
V následujících letech Minna účinkovala v Olomouci, Sondershausenu, Güstrowě a v pražském Národním divadle.
V roce 1861 byla nucena opustit herectví kvůli plicní chorobě. V letech 1863-1886 manželé žili ve Vídni, kde byl Jan Václav jmenován dekorativním malířem Vídeňské státní opery.
V roce 1870 napsala článek do úřednických novin pod pseudonymem „Eckert“. O pět let později ji její syn Karl seznámil se socialistickými myšlenkami, které inspirovaly články v Neuen Welt a Die Neue Zeit, všechny podepsané jako „Wilhelm Wiener“. V roce 1885 v Londýně krátce navštívila Bedřicha Engelse a téhož roku vstoupila do Vídeňského svazu spisovatelů a umělců a v letech 1886 až 1887 působila jako jeho prezidentka. Přibližně v téže době si s manželem postavili dům v Sankt Gilgenu, který pojmenovali „Villa Kotzian“. Návštěvníky zde bylo mnoho osobností socialistického hnutí, včetně Wilhelma Liebknechta, Victora Adlera, Franze Mehringa či Rosy Luxemburgové.
Od roku 1904 žila střídavě ve vile a berlínském domově syna Karla.
Wilhelmine "Minna" Kautsky-Jaichová zemřela v berlínské nemocnici na zápal plic.